# Jean Emile Humbert

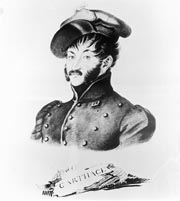
Jean Emile Humbert (Rijksmuseum van Oudheden, Leiden)

Jean Emile Humbert (La Haya, 23 de julio de 1771 - Livorno, 20 de febrero de 1839) fue un teniente coronel holandés a quien se atribuye el redescubrimiento de la antigua Cartago. Como agente del gobierno holandés, consiguió piezas esenciales de la colección del Museo Nacional de Antigüedades de Leiden. Humbert fue galardonado con la Orden del León Neerlandés por su trabajo arqueológico.

## De 1796 a 1821
Humbert era hijo de Jean Humbert, pintor holandés de ascendencia suiza y francesa. Su hermano David Pierre Giottino Humbert de Superville era un conocido artista y erudito. Como oficial en el ejército de la República Holandesa, se enfrentó a la agitación política de la época de Napoleón. Cuando, en 1795, la República Holandesa fue transformada por los revolucionarios en la República Bataviana, Humbert se negó a servir al nuevo estado y logró acceder a un proyecto de ingeniería en Túnez. 
En el norte de África, Humbert se alojó con Antoine Nijssen, el cónsul holandés en Túnez. Humbert se enamoró de la hija del cónsul, Thérèse, y se casó con ella en 1801. Durante estos años se construyó el nuevo puerto de Túnez y, cuando el comandante del proyecto dejó el país definitivamente, Humbert tomó su cargo.  
Durante su larga estancia en Túnez, Humbert quedó fascinado con la historia del país. Comenzó a coleccionar antigüedades y empezó a recopilar notas sobre la historia, las costumbres y el idioma de Túnez. Se interesó especialmente por una península cerca de Túnez, en la que antes había estado la antigua ciudad de Cartago. Aunque la ubicación de la Cartago romana era conocida, la ubicación exacta de la Cartago púnica era motivo de controversia. Tras la tercera guerra púnica, los romanos habían destruido completamente el lugar. Cuando un siglo más tarde se construyó una nueva colonia romana, los restos púnicos fueron engullidos por la arquitectura posterior. Humbert estudió la zona, dibujó un mapa preciso y escoltó a muchos viajeros que visitaron la zona, lo que le llevó a convertirse en un experto en la topografía del emplazamiento arqueológico.  
En 1817 Humbert hizo un descubrimiento monumental cuando un agricultor tropezó con cuatro estelas púnicas y dos fragmentos con inscripciones púnicas. Estos fueron los primeros restos completos de Cartago que se habían descubierto desde la antigüedad. En 1821, ya en los Países Bajos, Humbert publicaría sus hallazgos. 
En aquel momento, debido a que la República Bátava se había derrumbado y había sido reemplazada por el Reino de los Países Bajos, Humbert ya podía regresar a su patria. Durante su ausencia, la desgracia golpearía a su familia en Túnez: su hija y su yerno murieron a causa de la peste y su casa tuvo que ser quemada. Humbert y su esposa no sólo habían perdido a sus seres queridos, también quedaron devastados económicamente. 
Al regresar a los Países Bajos, Humbert esperaba que su nueva asignación en las Indias fuera revocada. También trató de vender las posesiones que le quedaban, sobre todo su colección de antigüedades. A través de sus contactos conoció al catedrático de arqueología Caspar Reuvens. Reuvens mostraría entusiasmo por el conocimiento de Humbert sobre la antigua Cartago y acogió con agrado su colección de antigüedades, las cuales valoró en 17.000 florines. La asignación de Humbert en las Indias se transformó en una pensión de comandante sin asignación, por lo que Humbert era entonces libre para trabajar en proyectos arqueológicos.

## Primera expedición arqueológica
Entre 1822 y 1824 Humbert participaría en su primera expedición arqueológica para el gobierno holandés. Reuvens quería publicar sobre Cartago para ser el primero en hacer un estudio serio a gran escala sobre la ciudad. Señaló insistentemente cómo Cartago había sido de enorme importancia en la antigüedad, pero aún no había sido estudiada en la época moderna. Se encargó a Humbert realizar excavaciones en Cartago, comprar antigüedades descubiertas en la cercana Útica, recopilar material púnico y trabajar en planos, diseños y bocetos.
El Departamento de Educación, Artes y Ciencias holandés organizó la expedición y la financió. Humbert recibió un aumento de su pensión y recibió fondos para excavaciones y adquisiciones. En aquel momento Humbert fue galardonado con la Orden del León Neerlandés, tanto en compensación por sus problemas como para impresionar a los tunecinos.
Después de afianzar una buena relación con el gobernante de Túnez, Humbert se centró en la compra de nueve esculturas descubiertas en Útica. Lamentablemente una pieza importante del grupo había sido vendida y enviada a Dinamarca, pero Humbert logró adquirir las otras ocho estatuas, que todavía forman parte esencial de la actual colección del Museo Nacional de Antigüedades de Leiden. 
Humbert continuó recopilando antigüedades y realizando numerosas excavaciones, todas ellas cortas, la más larga duró sólo dos semanas. Aunque ciertamente hubo hallazgos, ninguno de los objetos era muy especial. Lo más notable de estas excavaciones es el nivel de precisión con el que Humbert las llevó a cabo, pues tomó notas y realizó diseños impresionantes.
Al regresar a los Países Bajos a finales de 1824, Humbert entregó sesenta y cinco cajas llenas de arte y objetos antiguos. El profesor Reuvens estaba satisfecho con las incorporaciones a la colección, pero quería una segunda expedición.

## Segunda expedición arqueológica
Humbert no estaba contento con tener que regresar a Túnez, pues durante la última expedición desarrolló una creciente depresión a causa del trabajo y el clima. Esperaba permanecer cerca de casa, o al menos no regresar a la costa del norte de África. Sin embargo, Egipto fue monopolizado por Francia e Inglaterra y el coronel Rottiers ya estaba trabajando en Grecia (véase Colección Rottiers). Reuvens consiguió su objetivo argumentando que Humbert era el que mejor conocía la zona y que era necesario investigar mucho más sobre la península cartaginesa. El verano de 1825 un decreto real dispuso que habría una segunda expedición que duró cuatro años. Humbert fue entonces ascendido a teniente coronel y, ese mismo año, fue nombrado corresponsal del Instituto Real.

### Antigüedades etruscas
Humbert viajó a Italia, desde donde debía tomar un barco a Túnez. No obstante, al llegar durante la primavera de 1826, Humbert objetó que el verano en Túnez sería demasiado caluroso para excavar. Con ese argumento y sumando los feroces sentimientos anticristianos entre los tunecinos, Humbert convenció a Reuvens para que le concediera un aplazamiento de cuatro meses. Se alojó en Livorno, comenzó a recopilar antigüedades etruscas y en poco tiempo había comprado seis urnas. 
Estas seis urnas causarían cierta conmoción, porque el arte etrusco era poco conocido fuera de Italia en aquel momento. Reuvens determinó que tres de ellas eran falsas y cuestionó la autenticidad de otra. Humbert no quedó muy satisfecho con este veredicto, pues estaba seguro de que las seis urnas eran genuinas. En consecuencia, redactó un expediente sobre el descubrimiento de las urnas con la ayuda de arqueólogos italianos. Humbert contaba con un gran número de argumentos convincentes e incluso propuso volver a enviar las urnas a Italia para someterlas a debate público. Como resultado de este incidente, la relación entre Reuvens y Humbert se enfrió considerablemente durante un tiempo, aunque finalmente recuperaron la amistad. Humbert compraría más urnas, esta vez todas con certificado de autenticidad. 
Una oportunidad importante apareció cuando salió a la venta una extensa colección de antigüedades etruscas. La colección era conocida como Museo Corazzi y estaba compuesta por más de 500 objetos, la mayoría bronces y antigüedades etruscas. A Reuvens le interesaba la colección Corazzi porque el estudio de los relativamente desconocidos etruscos podría hacer retroceder la historia de Italia considerablemente. A pesar de no contener obras maestras, el arte etrusco era poco común, por lo que resultó difícil tasar el conjunto de obras. El precio que se pedía por la colección había bajado de 60.000 a 38.000 florines, pero esta cantidad seguía siendo astronómica y las antigüedades etruscas no eran el objetivo de la expedición que se suponía debía estar en Túnez. 
La decisión de comprar se dejó al gobierno holandés, que se encargó de discutir el asunto mediante correspondencia entre el rey, varios ministros y el profesor Reuvens. Las dificultades financieras de la familia Corazzi llevaron a que la colección se ofreciera por 5.000 florines menos, motivo por el cual Humbert selló el acuerdo osadamente sin permiso para comprar. El gobierno holandés, aunque dejó claro que esta no era la manera de hacer las cosas, permitió la compra después de que se hubiera cerrado. No se lamentaron del acuerdo, puesto que la colección supuso el inicio de los Estudios Etruscos en los Países Bajos. En aquel entonces Humbert también adquirió un conjunto más pequeño de antigüedades romanas, egipcias y púnicas, y las envió todas a los Países Bajos.

### Antigüedades egipcias
Humbert permaneció en Livorno y no se dirigió al destino de su segunda expedición, Túnez. Humbert siguió engrosando la colección de museos mediante la compra de antigüedades etruscas y, una vez más, incorporó una cantidad impresionante de objetos al Museo Nacional de Antigüedades.
Maria Cimba, viuda, puso a la venta la colección egipcia de su marido por 14.000 florines. Humbert tenía permiso para pagar 8.000 florines, pero alguien ofreció 9.000 y la colección fue vendida. Sin embargo, el otro comprador no pudo reunir el dinero a tiempo y Humbert logró comprar la colección por tan solo 5.000 florines. Los holandeses poseían en aquel momento 335 piezas egipcias.
Poco después de la adquisición de la colección Cimba, se puso a la venta un grupo mucho más imponente de piezas egipcias.Los más de 5600 objetos eran propiedad de Jean d'Anasty, un acaudalado comerciante de buena reputación. Humbert examinó la impresionante colección y envió a Reuvens el catálogo de más de 110 páginas. Reuvens se procuró la ayuda del embajador holandés en Roma, dado que se pedía la enorme cantidad de 200.000 florines por la colección. Por tanto, las negociaciones serían intensas. 
Reuvens intentó calcular su valor comparándola con otras colecciones extensas vendidas recientemente. Aunque las estatuas de la colección Anasty no eran asombrosas, contenía algunas momias y, especialmente, una gran cantidad de papiros que aportaban valor a la colección. Las ofertas holandesas, de 50.000 florines inicialmente y 70.000 después, fueron rechazadas con enfado y se envió a los Países Bajos a un representante para dialogar con Reuvens. Estaba claro que, en aquel punto, Humbert no tenía poder de decisión en las negociaciones. Humbert no estaba satisfecho con cómo iban las cosas, ya que pensaba que la tasación de Reuvens era demasiado baja. Mientras tanto, Reuvens había acrecentado su estimación del valor de la colección.
En febrero de 1828 Humbert ofreció el máximo que se le permitió, 200.000 francos, aproximadamente 100.000 florines. La oferta sería rechazada precipitadamente, aunque por aquel entonces el precio que se pedía se había reducido a 300.000 francos y se habían añadido algunos objetos a la colección. Llegado este punto, Reuvens pensó que 150.000 florines, o 300.000 francos, era un precio justo. Sin embargo el rey no estaba conforme. 300.000 Francos eran demasiado para gastar en antigüedades, por lo que se fijó un máximo oficial de 230.000 francos. Sin consultar al cónsul en Roma, la noticia se envió directamente a Humbert, quien hizo la oferta. Las perspectivas eran desalentadoras, nadie esperaba que la colección se vendería por el equivalente a unos 115.000 florines. Es un misterio el porqué, pero Anasty aceptó la oferta y, después de un año de intensas negociaciones, la colección pasó a manos del gobierno holandés.
El primer día de 1829, las antigüedades llegaron a Leiden y Humbert recibió tres artículos como obsequio de Anasty. Anasty había donado estos artículos antes de que el acuerdo se cerrara, pero sus agentes de Italia lo habían mantenido en secreto. No obstante, Humbert fue informado por uno de ellos y se enfrentó al otro. Un casco bizantino, un manuscrito griego y un papiro bilingüe greco-demótico se añadieron a la colección. 
El importe de la segunda adquisición egipcia sería la suma más grande que el gobierno había pagado hasta aquel momento y fue el mayor acuerdo de la carrera de Humbert. Aunque quedaba un año y medio del tiempo establecido para la expedición,el profesor Reuvens entendió entonces que Humbert no tenía planes serios de ir al norte de África, de modo que esperaba emplearlo como agente en Italia. Hizo algunas compras menores y regresó a los Países Bajos a principios de la década de 1830.

## Vida después de las expediciones
Humbert regresó a los Países Bajos y comenzó a trabajar en una publicación sobre Cartago, mientras trataba de descifrar las notas del fallecido Borgia. Sin embargo, ninguno de los planes para una tercera expedición tuvo éxito, por lo que Humbert decidió regresar a Italia y vivir de su pensión militar. Volvería una vez más a Holanda, pero para entonces era un hombre enfermizo. Humbert falleció en Italia en 1839 y legó su colección privada de antigüedades al museo de Leiden. Su lápida reclama el descubrimiento de Cartago.

## Lectura adicional y enlaces externos
- Halbertsma, R. B. (1996). El coleccionista del rey: los viajes arqueológicos de Jean Emile Humbert, Aurora

- Halbertsma, R. B. (2003). Eruditos, viajeros y comercio: los años pioneros del Museo Nacional de Antigüedades de Leiden, 1818-1840. Routledge, p. 71-111.

- Artículo de museos cooperantes sobre Humbert (en holandés).